# The Ultimate Warrior
James Brian Hellwig (Crawfordsville, Indiana, 16 de junio de 1959 - Scottsdale, Arizona, 8 de abril de 2014) fue un luchador profesional estadounidense, más conocido como "The Ultimate Warrior". Trabajó en la World Wrestling Federation (ahora WWE) y en la extinta World Championship Wrestling (WCW). Hellwig cambió legalmente su nombre a Warrior en 1993. Posteriormente se desempeñó como conferenciante. En 2008 volvió una noche a los encordados tras más de 10 años de retiro, trabajando para la empresa italiana Nu-Wrestling Evolution (actualmente New Wrestling Entertainment), donde peleó contra el campeón Orlando Jordan en Barcelona, España, en la que resultó ganador y se proclamó campeón, aunque luego renunció al título.
Durante su carrera como luchador fue dos veces Campeón Intercontinental Peso Pesado de la WWF y Campeón de la WWF. Fue introducido en el Salón de la Fama de WWE en el año 2014.
Warrior falleció el 8 de abril de 2014 en Scottsdale-Arizona, un día después de su última aparición pública en televisión en el Programa RAW. Tres días antes, el luchador había sido introducido en el salón de la fama de la WWE, haciendo una aparición al día siguiente en WrestleMania XXX y dando un discurso el lunes posterior al PPV en el programa de WWE.

## Carrera

### Culturismo
Antes de dedicarse a la lucha libre, Warrior, como James Hellwig, practicaba el culturismo de forma amateur. Hellwig comenzó a trabajar con pesas a los once años y se describía a sí mismo como el chico pequeño e inseguro que no practicaba ningún deporte. Tras mudarse a California y ver al culturista Robby Robinson decidió introducirse en este deporte. Su primer concurso fue en Florida, donde finalizó en quinto lugar. Posteriormente, mientras estudiaba quiropráctica en Georgia, ganó el concurso Junior Atlanta y consiguió un nuevo quinto puesto en el AAU Collegiate Mr. America en 1981. En 1983 venció en la AAU Mr. Coastal USA y al año siguiente fue elegido Mr. Georgia. Su última competición fue el Junior USA de 1985, donde alcanzó nuevamente el quinto lugar.

### Lucha libre profesional

#### Circuito Independiente
Warrior comenzó su carrera como luchador profesional con el apodo de Jim "Justice" Hellwig en el Powerteam USA, un grupo de culturistas formado en 1985 por Red Bastien y Rick Bassman. El equipo no tuvo éxito, pero Warrior junto a Steve "Flash" Borden (posteriormente conocido como Sting) continuarían en el mundo de la lucha. Juntos formaron un nuevo grupo llamado The Blade Runners con Warrior como Blade Runner Rock. Lucharon en la Universal Wrestling Federation y en el circuito independiente, pero la pareja pronto se disolvió.
Warrior pasó a convertirse en Dingo Warrior por un breve período en la World Class Championship Wrestling, ganando el NWA Texas Heavyweight Championship y el WCWA Tag Team Championship junto a Lance Von Erich. Tras la WCCW, teniendo anteriormente su nombre de debutante ante esta federación como The Dingo Warrior, el cual con el tiempo y su paso a la WWF, fichó por la WWF y adoptó el nombre de Ultimate Warrior.

#### World Wrestling Federation (1987-1997)

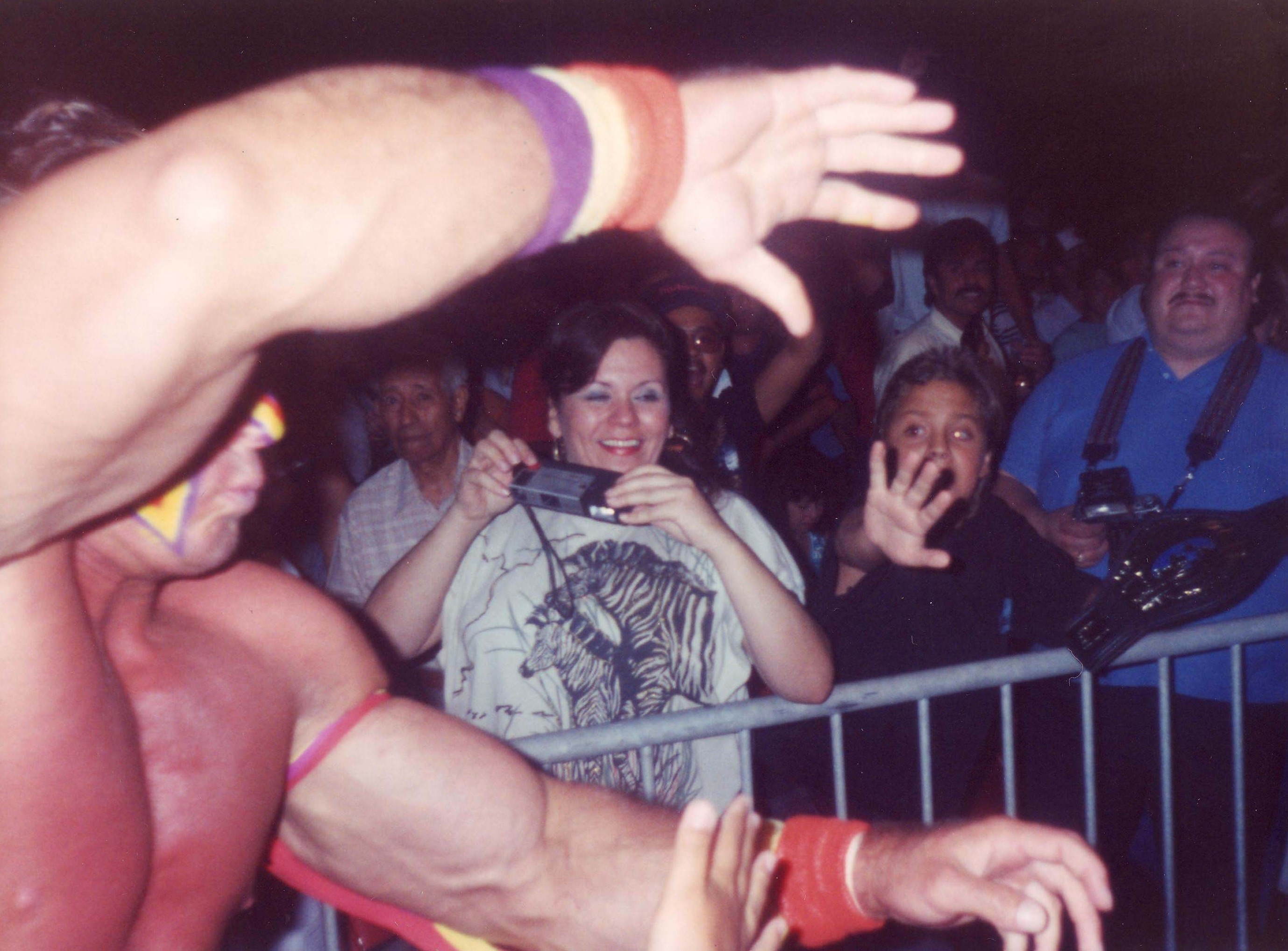
Warrior era conocido por sus enérgicas entradas

Dentro del elenco de superestrellas de la World Wrestling Federation de mediados de los 80 y principios de los 90, Ultimate Warrior destacaba por sus entradas, apareciendo en escena a toda velocidad, abalanzándose sobre el ring y agitando violentamente las cuerdas arriba y abajo. También era muy popular el característico diseño con el que se pintaba la cara.
Warrior ganó en dos ocasiones el Campeonato Intercontinental, derrotando a The Honky Tonk Man y Rick Rude en la primera y segunda edición de SummerSlam respectivamente (1988 y 1989). Warrior fue elegido como el sucesor de Hulk Hogan tras su posible retiro en 1990. Por ello, tras enfrentarse en varias ocasiones, la más destacada en Royal Rumble 1990, se estableció que Warrior fuese el rival de Hogan en WrestleMania VI. Ultimate Warrior derrotó a Hulk Hogan el 1 de abril de 1990 en el SkyDome de Toronto, en el combate principal de la velada, en lo que se llamó The Ultimate Challenge (el Desafío Definitivo), con el título mundial de Hogan y el título intercontinental de Warrior en juego, con esto Warrior se convirtió en el primer luchador de la WWF en tener el WWF Championship y el Intercontinental Championship al mismo tiempo.

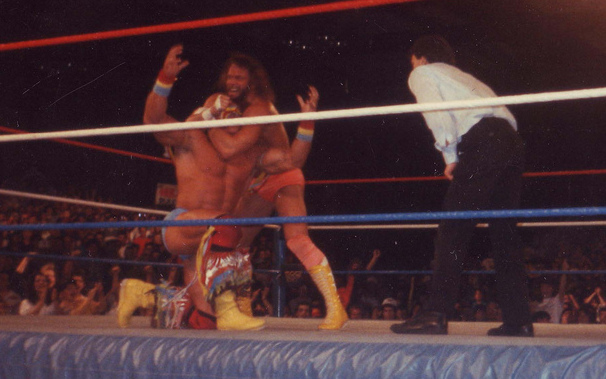
Warrior luchando con Randy Savage, a quien forzó a retirarse en WrestleMania VII.

Warrior retendría el título hasta el Royal Rumble 1991, donde fue derrotado por Sgt. Slaughter (gracias a la intervención de Randy "Macho King" Savage). Warrior se cobraría revancha de Savage en WrestleMania VII, derrotándolo en un retirement match. Inmediatamente después, se vería envuelto en una fuerte rivalidad con The Undertaker después de que este y su mánager, Paul Bearer, encerraran a Warrior en un ataúd (fue uno de los momentos más destacados de la época en la WWF). Jake "The Snake" Roberts se ofreció para ayudar a Warrior en este feudo, pero finalmente se volvió contra él y lo traicionó. A pesar de ello, la inminente rivalidad entre los dos fue interrumpida.
En agosto de 1991, Warrior y Vince McMahon se enfrentaron en una disputa económica. La WWE alega que Warrior amenazó a McMahon con no presentarse a la lucha principal de SummerSlam, donde debía enfrentarse junto a Hulk Hogan contra Sgt. Slaughter, Colonel Mustafa y el General Adnan, si no se le pagaba cierta cantidad de dinero. Warrior respondió a esas alegaciones en su website declarando que se le debía dinero de su actuación en WrestleMania VII. Según la WWE, Warrior fue inmediatamente despedido. Según Warrior, él decidió abandonar la empresa.
Al regresar en WrestleMania VIII (para rescatar a Hulk Hogan de una paliza a manos de Sid Justice y Papa Shango), recibió control creativo sobre sus actuaciones. Es muy recordada su escena con Papa Shango, en la que el "médico brujo" lanza un hechizo sobre Warrior, provocándole convulsiones y vómitos, Warrior ha dicho que odiaba esa historia y no tenía ningún control sobre ella.
Por esta época comienza una leyenda urbana (que aún perdura entre algunos aficionados) acerca de la posibilidad de que el original Ultimate Warrior no fuese el mismo que regresó al mundo de la lucha en 1992, especulando sobre la muerte del verdadero Warrior. Cuando Ultimate Warrior regresó a la WWF en 1992, se rumoreó que Kerry Von Erich lo había suplantado, basándose en detalles como que su cabello era mucho más corto; no obstante, se ha demostrado una y otra vez que esto es completamente falso, que el personaje Ultimate Warrior siempre ha sido representado por la misma persona. Los orígenes de esta confusión incluyen entre otros el episodio del ataúd con The Undertaker y los destacados cambios en la musculatura de Warrior, provocados por la reducción (o cese) en el consumo de esteroides debido a los problemas legales de Titan Sports por la presunta distribución y permisividad en el consumo de sustancias dopantes. Coincidiendo con estas fechas (aproximadamente a mediados de 1992) Warrior comenzó a llevar un chaleco de licra con músculos impresos.
En SummerSlam 1992 se enfrenta a Randy Savage por el Campeonato de WWF pero aunque gana el combate no consigue hacerse con la correa. A finales de 1992, Warrior estaba anunciado como compañero de Randy Savage en Survivor Series. Unas semanas antes del evento, sin embargo, Warrior y la WWF vuelven a enfrentarse, en esta ocasión en una disputa sobre de los derechos del nombre "Ultimate Warrior" y unas diferencias creativas sobre cómo debía utilizarse el personaje. Al final, abandonó la empresa y el compañero de Randy Savage fue Mr. Perfect.
Aunque la creencia popular era que Warrior debía comenzar un feudo contra Nailz, la WWF afirma que la razón para pausar esta rivalidad fue una "violación del sistema" durante un test antidrogas realizado al azar. Esto ocurría en medio de las diferencias comerciales/financieras con Vince McMahon y los problemas de la compañía por el uso de esteroides. Warrior afirma tener pruebas de que no usaba este tipo de sustancias durante ese período, y que tanto él como Davey Boy Smith fueron usados como chivos expiatorios por McMahon durante sus problemas legales a causa del doping. Durante una entrevista en Below the Belt, Bret Hart declaró que la WWF estaba preparando un combate entre él y Ultimate Warrior en Royal Rumble 1993. Warrior fue remplazado por Razor Ramon.
Después de varios años, la mayoría de ellos alejado del mundo de la lucha, Warrior regresó a la WWF en 1996, enfrentándose a la promesa Hunter Hearst Helmsley en WrestleMania XII. Tras WrestleMania, Warrior se enfrentaría en breves rivalidades a Goldust y Jerry Lawler.
La WWF rescindió el contrato de Warrior cuando supuestamente se tomó un descanso para velar la muerte de su padre. El propietario de la WWF, Vince McMahon, declaró que Warrior no había visto a su padre en diez años y no le importaba lo más mínimo; por lo tanto, no aceptaba esa excusa ante la ausencia de Warrior en diferentes eventos programados. Warrior rechazó la explicación de McMahon, alegando que el verdadero motivo por el que no se presentó a esos espectáculos fue un incumplimiento de contrato por parte de McMahon.
En 1995, The Renegade debutó en la WCW como el arma secreta de Hulk Hogan y Randy Savage, comportándose en el ring y utilizando un atuendo que recordaban mucho a Warrior. Renegade fue utilizado más tarde como doble, cuando el propio Warrior luchó en la WCW durante un breve período en 1998.

#### World Championship Wrestling (1998-1999)
WCW fichó a Warrior en 1998, otorgándole control creativo sobre sus combates, lo que muchos consideran un movimiento muy torpe por parte de la compañía. Su debut trajo una subida en las audiencias, pero sin beneficios económicos. Creó una historia donde formaba un grupo opuesto al New World Order de Hulk Hogan: el One Warrior Nation (cuyo único miembro era él mismo), cuyas siglas OWN eran un juego en torno a las de nWo. Los momentos más destacados de esta poco exitosa historia son el secuestro y "conversión" por parte de Warrior de The Disciple y las frecuentes apariciones de un "humo mágico" que permitía la aparición de Warrior a través de una trampilla en el ring. The British Bulldog sufrió una gravísima lesión en el cuello que a punto estuvo de retirarlo al caer en la trampilla de Warrior en Fall Brawl '98; Perry Saturn también se lesionó con la trampilla, pero no de gravedad.
Warrior sólo participó en tres combates dentro de la WCW. El primero fue en el evento principal de War Games (junto a siete luchadores más) en Fall Brawl y Diamond Dallas Page fue el ganador del combate. El siguiente fue en WCW Monday Nitro, donde formó pareja con Sting para derrotar a Hogan y Bret Hart por descalificación, en este combate apenas luchó en solitario, debido a la aparición de varios miembros de nWO que le azotaron junto a su compañero con el cinturón de Hogan. La tercera lucha fue una derrota ante Hogan en Halloween Havoc, siendo este considerado uno de los peores combates jamás realizado en un evento PPV.
WCW declaró que se intentó salvar la historia y renovar a Warrior, pero sus peticiones económicas eran muy elevadas y WCW decidió finalizar las negociaciones. En una entrevista en DVD sólo disponible online, Warrior declara que la empresa simplemente decidió no contar más con él, a pesar de haber llamado al mánager general Eric Bischoff hasta 16 veces después del desastroso Halloween Havoc. La última aparición de Warrior en WCW fue en el Monday Nitro posterior al Halloween Havoc, donde expulsó del ring a los miembros de nWo Hollywood. Un año después, Warrior anunciaría oficialmente su retirada.

#### Nu-Wrestling Evolution (2008)
El 19 de abril de 2008, la empresa italiana NWE invitó a Warrior al evento celebrado en Madrid para entregarle un premio por su carrera en el mundo de la lucha libre profesional. Hacia el final del espectáculo, Warrior tuvo una discusión con el campeón de la NWE Orlando Jordan. Warrior le acusó de no ser digno de ese campeonato y le retó a una pelea por el título de la NWE en el evento del 25 de junio en Barcelona. Si Orlando Jordan vencía, Warrior le reconocería públicamente como campeón pero si era Warrior quien se llevaba la victoria, Jordan debería renunciar a su título, que quedaría vacante.
Tal y como estaba previsto, en el evento del 25 de junio en Barcelona, Warrior regresó al ring para enfrentarse a Orlando Jordan por el campeonato de la NWE. Warrior mostró un gran estado físico pese a su edad y a su larga inactividad en el mundo del Wrestling. Combate muy emotivo en el que Warrior se llevó la victoria. Como estaba estipulado, Warrior renunció al título, que quedaba vacante hasta que se corone un nuevo campeón.
Esta pelea supuso el regreso de Warrior al ring después de 10 años de ausencia. Pero minutos más tarde anunció en la rueda de prensa del combate que sería la última vez que subiría a un ring.

#### Pleito con WWE (2009)
En octubre de 2009, salió la sentencia del juicio de Warrior contra la WWE por el tema del DVD sobre él que la empresa publicó, la denuncia no tuvo éxito y WWE ganó el juicio.

#### Regreso a WWE, inducción al Hall of Fame (2014)

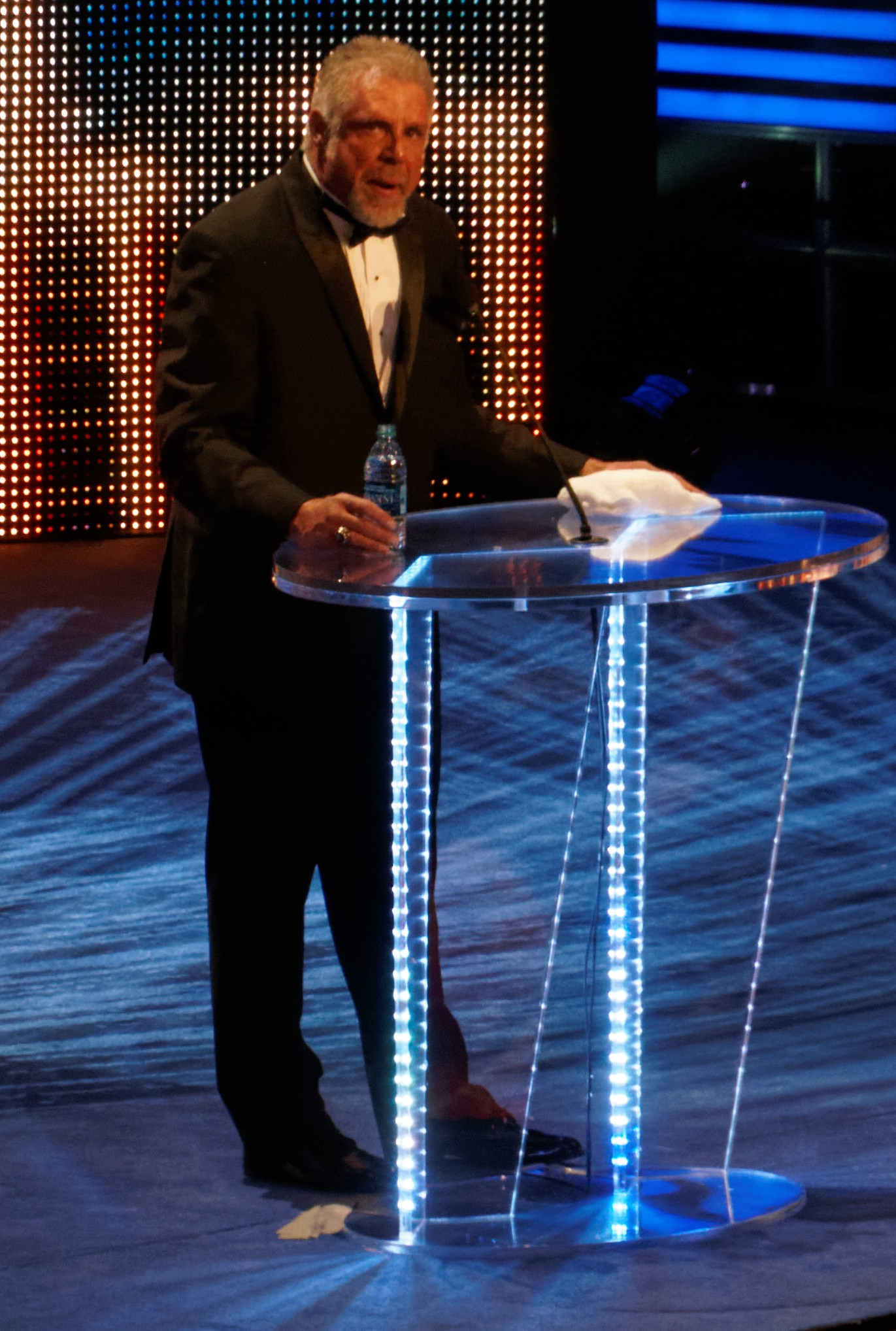
Warrior haciendo su discurso durante su inducción en el WWE Hall of Fame, el 5 de abril de 2014.

El 13 de enero de 2014, en el episodio de Raw, se anunció que The Ultimate Warrior sería el primer miembro de ese año del WWE Hall of Fame.
El 8 de abril se anunció que Warrior falleció a los 54 años debido a un ataque al corazón.

## Otros medios
A comienzos de mayo de 1996, Warrior comenzó a escribir junto a Jim Callahan y los ilustradores The Sharp Brothers un cómic titulado WARRIOR, donde él aparecía como personaje principal. La publicación consiguió buenas ventas los dos primeros meses, para luego comenzar a descender el número de ejemplares vendidos hasta su retirada del mercado a principios de 1997. Conforme a las declaraciones de Warrior, seis números de WARRIOR fueron creados, así como una novela gráfica donde se explica el proceso creativo del universo creado en ellos. No obstante, sólo los cuatro primeros ejemplares fueron publicados. Tras su retiro en 1999, Warrior inició una nueva carrera profesional como conferenciante de carácter conservador, denunciando las políticas de izquierda. En una intervención en la Universidad de Connecticut declaró "los afeminados no hacen que el mundo funcione", puntualizando en su página web acerca de este comentario que la raza humana se extinguiría si todo el mundo fuese homosexual.
El 27 de septiembre de 2005, la WWE lanzó en DVD un documental titulado The Self-Destruction of the Ultimate Warrior (La Autodestrucción del Ultimate Warrior), centrado en la carrera profesional de Warrior. El DVD incluye segmentos con sus combates más destacados junto a declaraciones de luchadores presentes y pasados (la mayoría de ellos poco halagadores). El DVD ha levantado cierta polémica debido a las alegaciones de Warrior contra la WWE, a la cual acusa de difamación, llevándola a juicio, el cual perdió Warrior en septiembre de 2009. En un principio, se solicitó a Warrior que colaborase en la producción del documental, pero él se negó a trabajar con la WWE (declarando que no quería ser relacionado con esa compañía).
Warrior mantuvo un blog en su website personal llamado "Warrior's Machete", donde revelaba su vida personal y sus opiniones particulares acerca de la política, la sexualidad, el patriotismo y su legado como luchador entre otras cosas. Existen numerosas aportaciones donde refleja su punto de vista de antiguos compañeros (Vince McMahon, Hulk Hogan, Lex Luger); personajes históricos (Martin Luther King, George Washington, Jesús); y celebridades actuales (Heath Ledger, Paris Hilton). También emplea el blog para dar respuesta a las preguntas de los aficionados, tanto positivas como negativas.
En el año 2013 se anunció que aparecería en el nuevo videojuego WWE 2K14

## Problemas legales
En 1993, Jim Hellwig cambió legalmente su nombre a Warrior para poder conservar los derechos legales del nombre fuera de la WWE. Esta única palabra aparece en todos los documentos legales de Warrior e incluso sus hijos llevan como apellido el término Warrior. El dominio ultimatewarrior.com está registrado a nombre de "Míster Warrior".
Warrior y la WWF se enzarzaron en diferentes disputas legales en 1996 y 1998, donde ambas partes reclamaban poseer los derechos de copyright de los personajes Warrior y Ultimate Warrior. Los tribunales dictaminaron que Warrior podía disponer legalmente del gimmick, vestuario, el diseño de la pintura de la cara, así como de los comportamientos propios del personaje "Warrior".
En enero de 2006, Warrior presentó una nueva demanda legal contra la WWE en el tribunal de Arizona, debido a la descripción que se hacía de su carrera profesional en el DVD The Self-Destruction of the Ultimate Warrior".

## Fallecimiento

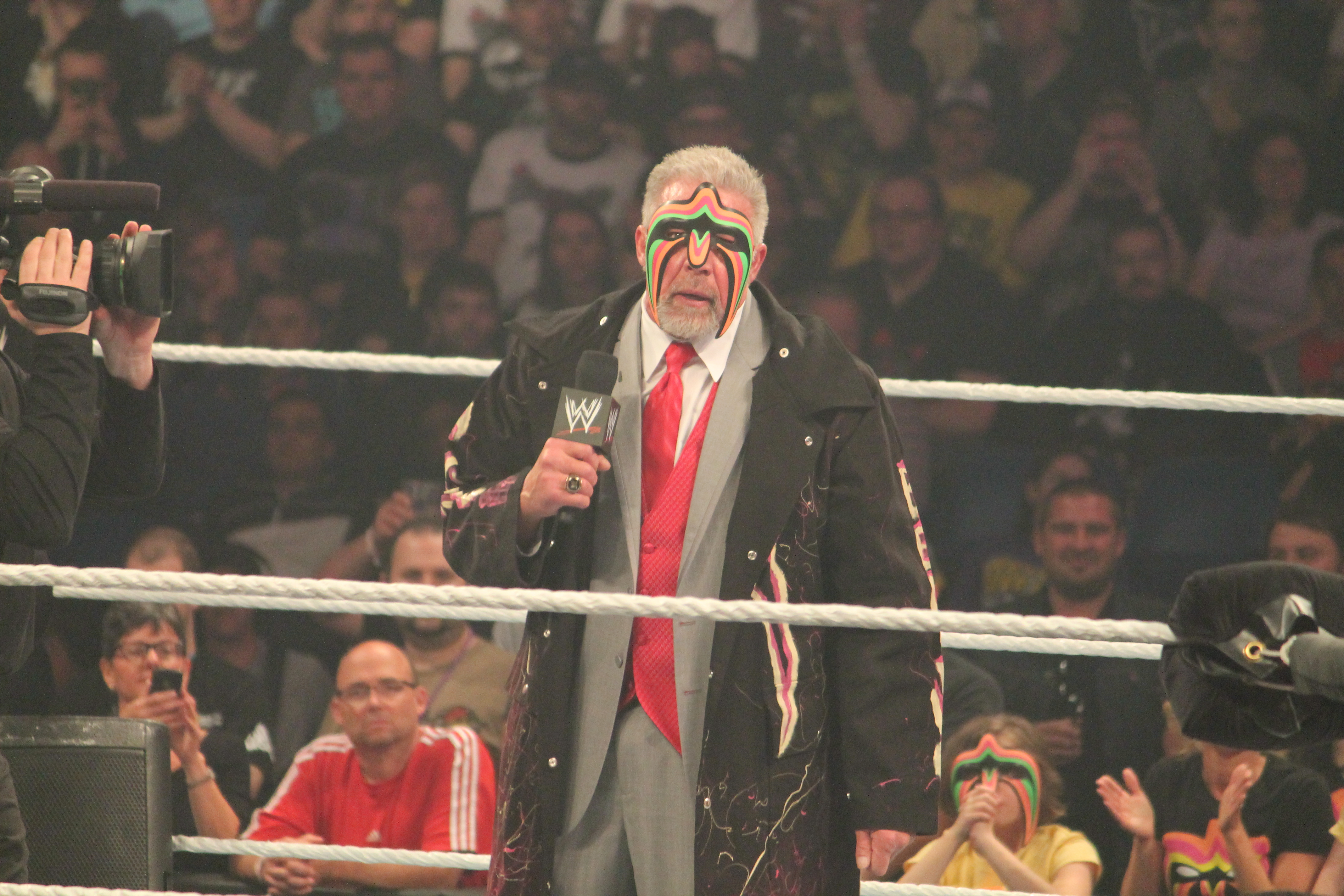
The Ultimate Warrior en su última aparición en Raw, con una máscara que representaba su icónica pintura facial.

Warrior murió el 8 de abril de 2014. Fue presentado en WWE Hall of Fame el 5 de abril, el 6 de abril se presentó en WrestleMania XXX e hizo su primera aparición en Raw en 18 años el 7 de abril, un día antes de su muerte. Según los informes, Warrior falleció a las 5:50 p. m. (PDT) mientras caminaba hacia su coche junto a su esposa en Arizona fuera de su hotel. Fue trasladado al hospital donde confirmaron su fallecimiento.
También se informó que personas que tuvieron contacto con Warrior tras vestidores durante el fin de semana de WrestleMania señalaron que parecía estar en constante dolor. Afirmaron que parecía sudoroso y muy incómodo. También notaron que parecía débil mientras realizaba su sacudida de cuerda en Raw. Una fuente dijo: "Todos sentíamos que parecía que se iba a desmayar. Era bastante difícil de ver".
Warrior había sido en gran medida alienado de sus compañeros de lucha libre profesional durante la pasada década y a veces fue descrito como un hombre amargado en malos términos con varias figuras de la lucha libre como Vince McMahon, Hulk Hogan y Jake "The Snake" Roberts. Después de que Warrior logró reconciliarse con la industria de la lucha libre profesional justo antes de su muerte, algunos de sus antiguos adversarios ofrecieron sus condolencias. McMahon declaró: "Nosotros estamos tan tristes de que el Ultimate Warrior ha fallecido. Nuestro corazón está con su esposa Dana y sus dos hijas". Hogan dijo "RIP WARRIOR. Sólo amor... Hablamos, ambos nos perdonamos mutuamente, nos abrazamos, nos dimos la mano mientras nos dijimos mutuamente te amo, estoy tan triste, Dios bendiga su hermosa familia". Roberts dijo que estaba "profundamente entristecido. Nosotros sólo tuvimos una gran charla e hicimos las paces por una pelea sin sentido. Hablamos de trabajar juntos. RIP Warrior. Tomando consuelo de que hicimos las paces."

## Legado

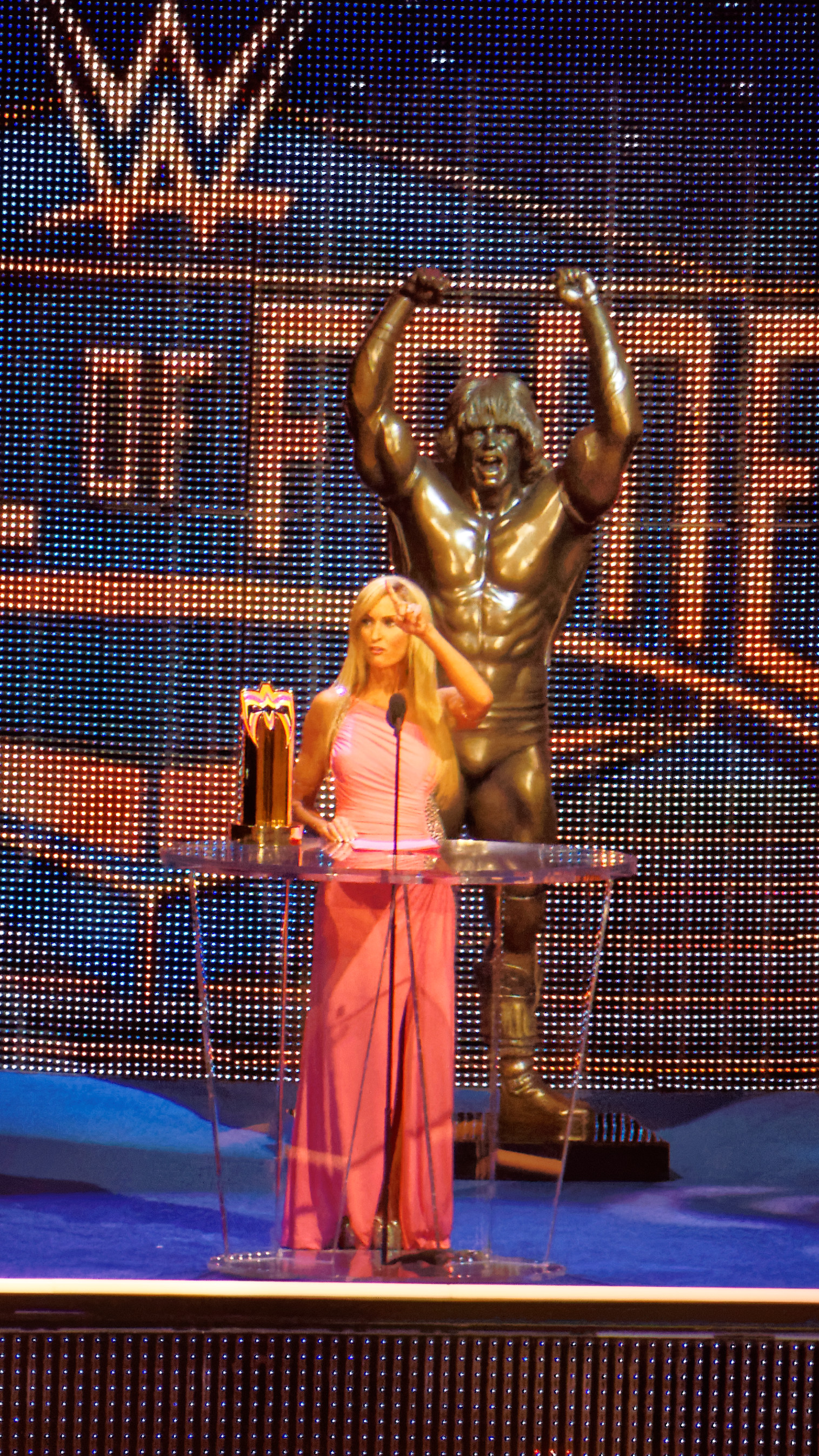
Dana Warrior presentando el Warrior Award en la ceremonia de 2015 del WWE Hall of Fame, en honor a Warrior.

Aunque la relación de Warrior con WWE fue tensa en ocasiones, más recientemente lo han reconocido como una de las leyendas más populares de la compañía. Fue descrito como "tan devastador e intenso como cualquier superestrella que haya atravesado las cuerdas", y además que "The Ultimate Warrior puede ser el hombre más enigmático que jamás haya tenido el Campeonato de la WWE". En 2011, WWE lo llamó "uno de los luchadores más reconocibles en la historia del deporte". 
Warrior se había alejado en gran medida de sus compañeros en la lucha libre profesional en la década anterior a su muerte, y a veces se lo describía como un hombre amargado en malos términos con varias figuras como Vince McMahon, Hulk Hogan y Jake Roberts. Hogan incluso cuestionó el valor de Warrior, diciendo: "Le diste el cinturón [del Campeonato de la WWF] a The Ultimate Warrior... y de inmediato los ingresos disminuyeron". 
Con la reconciliación de Warrior con la industria justo antes de su muerte, algunos de sus antiguos adversarios ofrecieron sus condolencias. McMahon declaró que "todos estamos muy tristes porque Ultimate Warrior ha fallecido. Nuestro corazón está con su esposa Dana y sus dos hijas". Hogan se retracto de su comentario y dio el pésame a la familia Warrior: "RIP WARRIOR. Solo amor... Hablamos, ambos nos perdonamos, nos abrazamos, nos dimos la mano mientras nos decíamos te amo, estoy muy triste, Dios bendiga a su hermosa familia". Roberts dijo que estaba "profundamente entristecido. Acabamos de tener una gran charla y enterramos un hacha sin sentido. Hablamos de trabajar juntos. RIP Warrior. Tomando consuelo hicimos las paces".
Warrior recibió un Slammy Award póstumo por Regreso del año en diciembre de 2014. Posteriormente se publicó una biografía titulada Ultimate Warrior: A Life Lived Forever: The Legend of a WWE Hero.
En 2015, WWE introdujo al Hall of Fame, el Warrior Award para aquellos que «exhiben una firme firmeza y perseverancia, que viven la vida con el coraje y la compasión que encarna el indomable espíritu del Ultimate Warrior». Esto en honor al Ultimate Warrior quien falleció luego de ser inducido al WWE Hall of Fame haberse presentado en WWE. Su esposa Dana Warrior hizo la entrega correspondiente del Warrior Award en cada acto ceremonial del WWE Hall of Fame.
| Año  | Nombre            | Inducido por                | Notas |
| ---- | ----------------- | --------------------------- | --- |
| 2015 | Connor Michalek † | Dana Warrior y Daniel Bryan | Ver lista- Póstumo inducido: Representado por su padre Steve y su hermano Jackson. - Niño fanático de ocho años que murió debido a un cáncer. Una caridad ante el cáncer llamada "Connor's Cure" se fundó establecida en su honor por Triple H y Stephanie McMahon, dirigida por el Children's Hospital of Pittsburgh Foundation. |
| 2016 | Joan Lunden       | Dana Warrior                | Ver lista- Sobreviviente de cáncer de mama, trabaja en Good Morning America desde hace años y se ha asociado recientemente con la WWE y Susan G. Komen para aunar sus esfuerzos de sensibilización hacia el cáncer de mama. |

## Campeonatos y logros
- Nu-Wrestling Evolution
  - NWE World Heavyweight Championship (1 vez)[18]

- World Class Wrestling Association
  - WCWA Texas Heavyweight Championship (1 vez)
  - WCWA World Tag Team Championship (1 vez) - con Lance Von Erich

- World Wrestling Federation / WWE
  - WWF Championship (1 
vez)
  - WWF Intercontinental Heavyweight Championship (2 veces)
  - WWE Hall of Fame (2014)

- World Wrestling Superstars
  - WWS Heavyweight Championship (1 vez)

- Pro Wrestling Illustrated
  - PWI Regreso del año (1992)
  - PWI Rivalidad del año (1991) vs. The Undertaker
  - PWI Lucha del año (1990) vs. Hulk Hogan en WrestleMania VI

- Wrestling Observer Newsletter
  - WON Luchador más sobrevalorado (1989–1991)
  - WON Luchador menos favorito de los lectores (1989–1990)
  - WON Peor rivalidad del año (1989) vs. André the Giant
  - WON Peor rivalidad del año (1992) vs. Papa Shango
  - WON Peor rivalidad del año (1998) vs. Hulk Hogan
  - WON Peor lucha del año (1989) vs. André the Giant el 31 de octubre de 1989
  - WON Peor lucha del año (1998) vs. Hulk Hogan en Halloween Havoc
  - WON Peor luchador (1988, 1998)